# César Mayoral
César Fernando Mayoral (nacido el 21 de diciembre de 1947) es un diplomático de carrera argentino que se desempeñó como Representante Permanente de la Argentina ante la Organización de las Naciones Unidas (ONU) en Nueva York entre 2004 y 2007. También fue embajador en Canadá y China.

## Biografía

### Primeros años
Mayoral posee una licenciatura en Derecho de la Universidad de Buenos Aires y un doctorado en relaciones internacionales en la Universidad del Salvador.
Entre 1971 y 1977, ejerció la abogacía en la firma Silvestre, Mayoral y Asociados. Entre 1973 y 1976, se desempeñó como asesor de la Comisión de Relaciones Exteriores del Senado de la Nación Argentina.
Está casado y habla, además de su español nativo, francés, inglés, italiano y portugués.

### Carrera diplomática
Desde su incorporación al Instituto del Servicio Exterior de la Nación en 1976, ha ocupado diversos cargos diplomáticos en el Ministerio de Relaciones Exteriores de Argentina.
Entre 1977 y 1980, fue Tercer Secretario en el Departamento de Asuntos Regionales de la Secretaría de Relaciones Económicas Internacionales de la Cancillería. Sirvió en la Embajada de Argentina en Asunción, Paraguay, primero como Segundo Secretario en 1981, y luego como Primer Secretario en 1984. En 1986, se desempeñó como Director de la División de Candidatura Internacional del Ministerio de Relaciones Exteriores.
En 1989, fue consejero y luego delegado de Argentina en la Comisión de Derechos Humanos de las Naciones Unidas y en la Misión Argentina ante las Naciones Unidas y organizaciones internacionales en Ginebra, Suiza. En la Cancillería Argentina se desempeñó como Jefe del Grupo de Apoyo del Consejo de Promoción. Entre 1992 y 1993 fue Representante Permanente ante el órgano rector de la Organización Internacional del Trabajo (OIT) en Ginebra. Entre 1998 y 2000 fue Cónsul General de Argentina en París, Francia.
En 1999 fue miembro del equipo de transición del gobierno del expresidente Fernando de la Rúa en el área de relaciones exteriores, encabezado por Rodolfo Terragno, debido a su amistad con el entonces vicepresidente Carlos Álvarez. Fue afiliado al Frente País Solidario.
Entre 2000 y diciembre de 2003, se desempeñó como embajador de Argentina en Canadá, siendo nombrado por el entonces canciller Adalberto Rodríguez Giavarini. Fue nombrado como representante permanente de Argentina ante la ONU en diciembre de 2003 por Néstor Kirchner y presentó sus cartas credenciales al Secretario General de las Naciones Unidas, Kofi Annan, el 16 de enero de 2004.
Durante su cargo en la ONU fue presidente del Consejo de Seguridad de las Naciones Unidas en los meses de enero de 2005 (junto a Rafael Bielsa) y marzo de 2006.
En mayo de 2008 fue designado embajador en la República Popular de China, hasta enero de 2011 cuando fue removido del cargo mientras el gobierno argentino relanzaba las relaciones diplomáticas con dicho país. También se adjudicó a «problemas de gestión y falta de acciones». En ese momento el gobierno chino amenazaba a la Argentina con suspender la importación de soja desde 2010, hecho que perjudicó las relaciones bilaterales. También Mayoral tuvo problemas con el entonces Canciller Héctor Timerman.
Durante su cargo como embajador en China consiguió la apertura del ingreso de carne bovina a dicho país, llevó a cabo negociaciones comerciales por exportaciones de peras y manzanas, acordó la compra de cebada y organizó la venta de 10 millones de toneladas de soja.
Fue asesor de Hermes Binner en materia de política exterior.

### Carrera como docente
También se desempeñó como profesor de relaciones internacionales en la Facultad de Ciencias Sociales de la Universidad de Lomas de Zamora entre 1987 y 1989. También fue profesor de Historia Constitucional de la Facultad de Negocios Internacionales de la Universidad Argentina de la Empresa y profesor asociado de Relaciones Internacionales de la Facultad de Ciencias Políticas de la Universidad del Salvador entre 1976 y 1980. De 1973 a 1976 fue profesor asociado de Historia Argentina en la Facultad de Ciencias Económicas de la Universidad de Buenos Aires.